# Neiman Marcus
Neiman Marcus, oorspronkelijk Neiman-Marcus, is een Amerikaanse keten van luxe warenhuizen. De keten maakt onderdeel uit van de Neiman Marcus Group met het hoofdkantoor in Dallas, Texas. Deze onderneming bezit ook het warenhuis Bergdorf Goodman, een vijftal outletwinkels onder de naam Neiman Marcus Last Call  en een direct marketing divisie met de naam Neiman Marcus Direct. De direct marketing activiteiten omvatten postorder en online verkoop onder de namen Horchow, Neiman Marcus en Bergdorf Goodman.
De Neiman Marcus Group is tegenwoordig in bezit van Canada Pension Plan Investment Board en Ares Management.

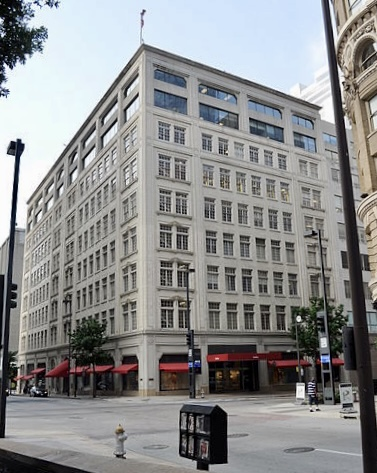
Het Neiman Marcus Gebouw in Dallas, Texas is het hoofdkantoor en de vlaggenschipwinkell.

Het warenhuis werd op 10 september 1907 in Dallas opgericht door Herbert Marcus Sr., een voormalige inkoper bij het warenhuis Sanger Brothers in Dallas, zijn zus Carrie Marcus Neiman en haar echtgenote.
Neiman Marcus biedt in haar 38 filialen in de Verenigde Staten een uitgebreid assortiment van kleding, accessoires, juwelen, cosmetica en parfum en woonaccessoires aan.
In oktober 2013 werd de Neiman Marcus Group voor 6 miljard dollar eigendom van Ares Management en Canada Pension Plan Investment Board. In augustus 2015 maakte de onderneming bekend dat het een beursgang voorbereid. In januari 2017 werd het plan om naar de beurs te gaan ingetrokken nadat concurrenten terugvallende cijfers en sluitingen aankondigden.
In mei 2020 vroeg het bedrijf uitstel van betaling aan. In september 2020 kondigde het bedrijf aan de schulden terug te hebben gebracht van 5,1 miljard met 4 miljard dollar. De in 2019 geopende vlaggenschipwinkel in Hudson Yards in New York is sinds maart 2020 gesloten en wordt niet heropend.